# Anton Klemm
Anton Klemm (Biblín (Bohemen), 1844 – Kutná Hora, 8 februari 1920) was een Boheemse componist en militaire kapelmeester.

## Levensloop
Klemm kreeg zijn muzikale opleiding binnen de muziekdienst van het Oostenrijks-Hongaars leger. Hij was van 1879 tot 1889 kapelmeester bij de militaire muziekkapel van het Infanterie Regiment nr. 4 "Hoch- und Deutschmeister" in Wenen. Zoals vele andere kapelmeester in het Oostenrijks-Hongaars leger componeerde hij ook en schreef werken (marsen, dansen, karakterstukken) voor zijn muziekkapel. 

## Composities

### Werken voor harmonieorkest
- 1900: - Grüsse aus Arco, wals
- 1900: - Traum am Gardasee, lied zonder worden
- - 21er Regimentsmarsch
- - Abschied von Innsbruck, mars
- - Borosini-Marsch
- - Cattaro-Marsch
- - Defilier-Marsch
- - Erinnerung an Reichenau
- - Hoch- und Deutschmeister-Marsch
- - Mondel-Marsch
- - Nach Innsbruck, mars
- - Operetten-Marsch

### Werken voor piano
- 1900: - Grüsse aus Arco, wals
- 1900: - Traum am Gardasee, lied zonder worden